# Leeds (circonscription du Parlement européen)
Pour les articles homonymes, voir Leeds (homonymie).
Leeds était une circonscription du Parlement européen, centrée sur Leeds dans le comté du West Yorkshire en Angleterre.
Avant son adoption uniforme de la représentation proportionnelle en 1999, le Royaume-Uni utilisait le scrutin majoritaire à un tour pour les élections européennes en Angleterre, en Écosse et au Pays de Galles . Les circonscriptions du Parlement européen utilisées dans le cadre de ce système étaient plus petites que les circonscriptions régionales ultérieures et ne comptaient chacune qu'un membre du Parlement européen .
Lors de sa création en Angleterre en 1979, il se composait des circonscriptions parlementaires du Parlement de Westminster de Batley and Morley, Leeds East, Leeds North East, Leeds North West, Leeds South, Leeds South East, Leeds West et Pudsey. En 1984, Batley and Morley, Leeds South and Leeds South West ont été remplacés par Elmet, Leeds Central et Morley and Leeds South.
En 1999, la circonscription est devenue une partie de la circonscription beaucoup plus grande du Yorkshire and the Humber.

## Membre du Parlement européen
| Élection                    | Élection | Membre          | Parti        |
| --------------------------- | -------- | --------------- | ------------ |
|                             | 1979     | Derek Enright   | Travailliste |
|                             | 1984     | Michael McGowan | Travailliste |
| 1999 circonscription abolie |          |                 |              |

## Résultats des élections
Les candidats élus sont indiqués en gras.
| Parti         | Parti                                  | Candidat      | Voix    | %    | ± |
| ------------- | -------------------------------------- | ------------- | ------- | ---- | - |
|               | Travailliste                           | Derek Enright | 62,475  | 45,6 | ' |
|               | Conservateur                           | P. C. Price   | 54,405  | 39,8 |   |
|               | Liberal                                | David Austick | 20,005  | 14,6 |   |
| Majorité      | Majorité                               | Majorité      | 8,070   | 5,8  |   |
| Participation | Participation                          | Participation | 136,885 | 28,6 |   |
|               | Travailliste vainqueur (nouveau siège) |               |         |      |   |

| Parti         | Parti                | Candidat             | Voix    | %    | ±    |
| ------------- | -------------------- | -------------------- | ------- | ---- | ---- |
|               | Travailliste         | Michael McGowan      | 86,259  | 42,3 | -3.3 |
|               | Conservateur         | J. G. Holt           | 60,178  | 36,1 | -3.7 |
|               | Liberal              | S. J. Cooksey        | 36,097  | 21,6 | +7.0 |
| Majorité      | Majorité             | Majorité             | 10,357  | 6,2  | +0.4 |
| Participation | Participation        | Participation        | 182,534 | 31,6 | +3.0 |
|               | Travailliste retenir | Travailliste retenir | Swing   |      |      |

| Parti         | Parti                | Candidat             | Voix    | %    | ±     |
| ------------- | -------------------- | -------------------- | ------- | ---- | ----- |
|               | Travailliste         | Michael McGowan      | 97,385  | 52,2 | +9.9  |
|               | Conservateur         | John Tweddle         | 54,867  | 29,4 | -6.7  |
|               | Green                | Clive Lord           | 22,558  | 12,1 | New   |
|               | SLD                  | J. Ewens             | 11,720  | 6,3  | -15.3 |
| Majorité      | Majorité             | Majorité             | 42,518  | 22,8 | +14.6 |
| Participation | Participation        | Participation        | 186,530 | 37,1 | +5.5  |
|               | Travailliste retenir | Travailliste retenir | Swing   |      |       |

| Parti         | Parti                | Candidat             | Voix    | %    | ±     |
| ------------- | -------------------- | -------------------- | ------- | ---- | ----- |
|               | Travailliste         | Michael McGowan      | 89,160  | 56,9 | +4.7  |
|               | Conservateur         | Neil Carmichael      | 36,078  | 23,0 | -6.4  |
|               | Libéral Démocrate    | Jane Harvey          | 17,557  | 11,2 | +4.9  |
|               | Libéral              | Michael Meadowcroft  | 6,617   | 4,2  | New   |
|               | Green                | Claire Nash          | 6,283   | 4,0  | -8.1  |
|               | Natural Law          | Sarah Jane Hayward   | 1,018   | 0,7  | New   |
| Majorité      | Majorité             | Majorité             | 53,082  | 33,9 | +11.1 |
| Participation | Participation        | Participation        | 156,713 | 30,0 | -7.1  |
|               | Travailliste retenir | Travailliste retenir | Swing   |      |       |